# モハマド・ナスリル・ヌルディン
モハマド・ナスリル・ヌルディン（マレー語: Mohd Nasril Nourdin、1986年4月17日 - ）は、マレーシアの元サッカー選手。現役時代のポジションはGK。

## クラブ歴
ブキット・ジャリル体育学校を卒業。2002年のスカン・マレーシアにMajlis Sukan Sekolah-Sekolah Malaysiaの一員として参加。2006年の同大会ではペラ州代表として参加した。
ペラFAの下部組織に在籍し、リザーブチームでの出場はあったものの、正ゴールキーパーのモハマド・ハムサニ・アマドが負傷しても、スティーブ・ダービー監督に起用されるのはタイ・シン・キャットであり、トップチームでの起用機会はなかなか来なかった。2005年12月4日のスルタン・ハジ・アフメド・シャー・カップ、セランゴールFA戦でトップチーム初出場、この試合はペラFAの4-1の勝利に終わり、彼のパフォーマンスはメディアや監督からも絶賛された。その後、ハムサニが怪我から復帰した後もペラFAに残り続けた。
2006年にはマレーシアサッカー協会選定の最優秀ゴールキーパー賞にノミネートされた。ノミネートされたのは三人で彼とモハマド・シャムスリ・ムスタファ、アジゾン・アブドゥル・カディルであった。受賞したのはシャムスリで彼は受賞を逃した。同年9月、イングランドのブラックバーン・ローヴァーズFCが彼を追っていた事が明らかになった。ブラックバーン・ローヴァーズのスカウト、マイク・リグスは彼をトライアルに呼びたがっているとの内容であった。しかし、プレミアリーグで戦う為にはマレーシア代表のFIFAランキングが70位以内で無ければならなかったが、マレーシア代表のランキングは154位であった。結局2007年4月にこの話は潰えた。
2009年にはハムサニと共にセランゴールFAに移籍。正ゴールキーパーはハムサニとなり、出場機会に乏しかったため、1シーズンで退団し、ATM FAに移籍した。
2011年にペラFAに復帰し、ノリザン・バカル新監督の下、正ゴールキーパーとなった。2シーズンの在籍で2011シーズンはマレーシア・スーパーリーグで4位、2012シーズンは6位であった。しかし2013シーズンは放出されたので、マレーシア・プレミアリーグから昇格してきたパハンFAに移籍。トレンガヌFAへ移籍したワン・アズラーイ・ワン・テーの後継者としての加入であった。パハンFAではセランゴールFA時代の監督であるダラー・サラーと再開。2013年1月9日のジョホール・ダルル・タクジムFC戦で移籍後初出場となった。

## 代表歴
2006年1月24日、トップチーム初出場から僅か1ヶ月であったが、代表合宿に招集され、ニュージーランド代表との親善試合にも帯同した。2007年にはU-23代表として北京オリンピックサッカーアジア予選に出場しシリア代表、日本代表と対戦した。その後のピアラ・アンタラ・ベヌアでもイラク代表、ナイジェリア代表と対戦した。
A代表にはその後も選出される事はあれど、出場機会は無かった。他方でマレーシアリーグXIとしては2011年7月13日のアーセナルFC戦に出場している。

## タイトル
パハンFA
- マレーシアカップ: 2013, 2014
- ピアラFAマレーシア: 2014
- スンバンシカップ: 2014